# Britvic
 (novembre 2024).
La mise en forme du texte ne suit pas les recommandations de Wikipédia : il faut le « wikifier ».
Les points d'amélioration suivants sont les cas les plus fréquents. Le détail des points à revoir est peut-être précisé sur la page de discussion.
- Les titres sont pré-formatés par le logiciel. Ils ne sont ni en capitales, ni en gras.
- Le texte ne doit pas être écrit en capitales (les noms de famille non plus), ni en gras, ni en italique, ni en « petit »…
- Le gras n'est utilisé que pour surligner le titre de l'article dans l'introduction, une seule fois.
- L'italique est rarement utilisé : mots en langue étrangère, titres d'œuvres, noms de bateaux, etc.
- Les citations ne sont pas en italique mais en corps de texte normal. Elles sont entourées par des guillemets français : « et ».
- Les listes à puces sont à éviter, des paragraphes rédigés étant largement préférés. Les tableaux sont à réserver à la présentation de données structurées (résultats, etc.).
- Les appels de note de bas de page (petits chiffres en exposant, introduits par l'outil «  Source ») sont à placer entre la fin de phrase et le point final[comme ça].
- Les liens internes (vers d'autres articles de Wikipédia) sont à choisir avec parcimonie. Créez des liens vers des articles approfondissant le sujet. Les termes génériques sans rapport avec le sujet sont à éviter, ainsi que les répétitions de liens vers un même terme.
- Les liens externes sont à placer uniquement dans une section « Liens externes », à la fin de l'article. Ces liens sont à choisir avec parcimonie suivant les règles définies. Si un lien sert de source à l'article, son insertion dans le texte est à faire par les notes de bas de page.
- La présentation des références doit suivre les conventions bibliographiques. Il est recommandé d'utiliser les modèles {{Ouvrage}}, {{Chapitre}}, {{Article}}, {{Lien web}} et/ou {{Bibliographie}}. Le mode d'édition visuel peut mettre en forme automatiquement les références.
- Insérer une infobox (cadre d'informations à droite) n'est pas obligatoire pour parachever la mise en page.

Pour une aide détaillée, merci de consulter Aide:Wikification.
Si vous pensez que ces points ont été résolus, vous pouvez retirer ce bandeau et améliorer la mise en forme d'un autre article.
Britvic plc est une société britannique productrice de boissons non alcoolisées, fondée en 1930 sous le nom British Vitamin Products Company, et dont le siège social est basé à Hemel Hempstead, en Angleterre. Elle est répertoriée à la Bourse de Londres et fait partie de l'indice FTSE 250. La société produit des boissons gazeuses sous son propre nom, ainsi que plusieurs autres marques.

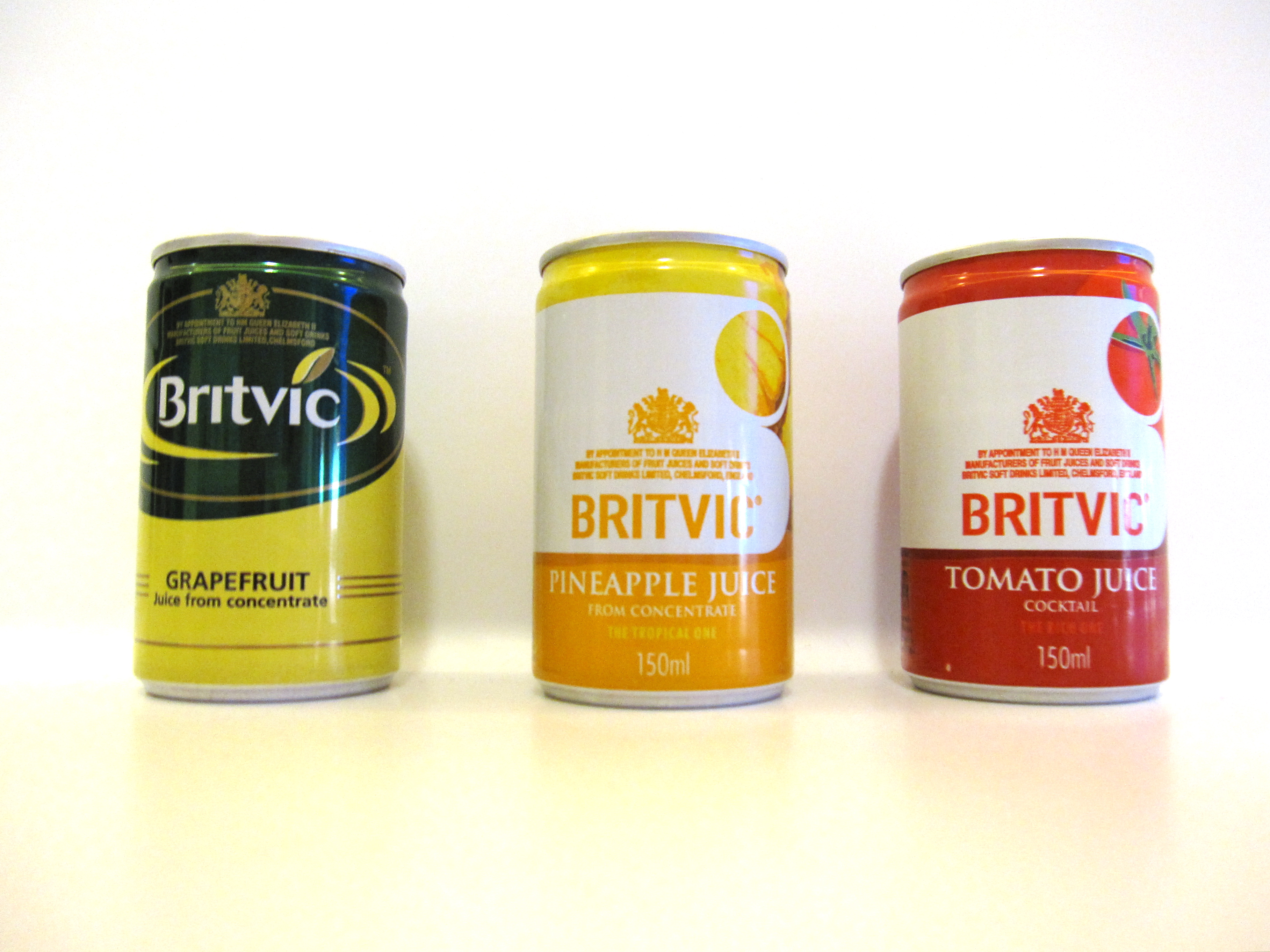
Jus de fruits en conserve Britvic (2011)

## Début
La société a été fondée dans les années 1930 à Chelmsford sous le nom de British Vitamin Products Company. En 1938, elle commence à produire et à commercialiser des jus de fruits sous le nom de Britvic en 1949. En 1971, la société change officiellement son nom pour devenir Britvic. Sa fusion avec Canada Dry Rawling en 1986 lui a permis d'acquérir la marque de limonade britannique R. White's. Elle acquit également les marques Tango et Corona en 1987, année où elle possédait la franchise britannique de Pepsi et de 7 Up. En 1995, la marque Robinson est rachetée par Britvic.
En décembre 2005, la société procède à une introduction en bourse, ce qui permet à ses principaux actionnaires ( InterContinental Hotels Group, Whitbread, Pernod Ricard ) de concrétiser leurs investissements. En mai 2007, la société rachète les activités de distribution et de boissons non alcoolisées de l'entreprise irlandaise Cantrell & Cochrane (C&C) pour 169,5 millions de livres sterling.
Le 14 novembre 2012, la société annonce son intention de fusionner avec A.G. Barr, producteur écossais de boissons gazeuses et fabricant de marques telles qu'Irn-Bru, Tizer et D'n'B. Cependant, le 11 juillet 2013, Ronnie Hanna, président d'AG Barr annonce que le projet de fusion est abandonné.
En mai 2017, PepsiCo annonce sa décision de vendre sa participation de 4,5 % dans Britvic.
Le 8 juillet 2024, il a été annoncé que le groupe danois Carlsberg achèterait Britvic. Une fois l'opération terminée, Britvic sera rebaptisée sous le nom de Carlsberg, la brasserie devenant ainsi le plus grand détenteur de licences de boissons PepsiCo au monde. L’acquisition sera finalisée d’ici 2025. Il est prévu que Britvic soit fusionnée avec les activités de Carlsberg Marston's Brewing Company (CMBC).

## Opérations

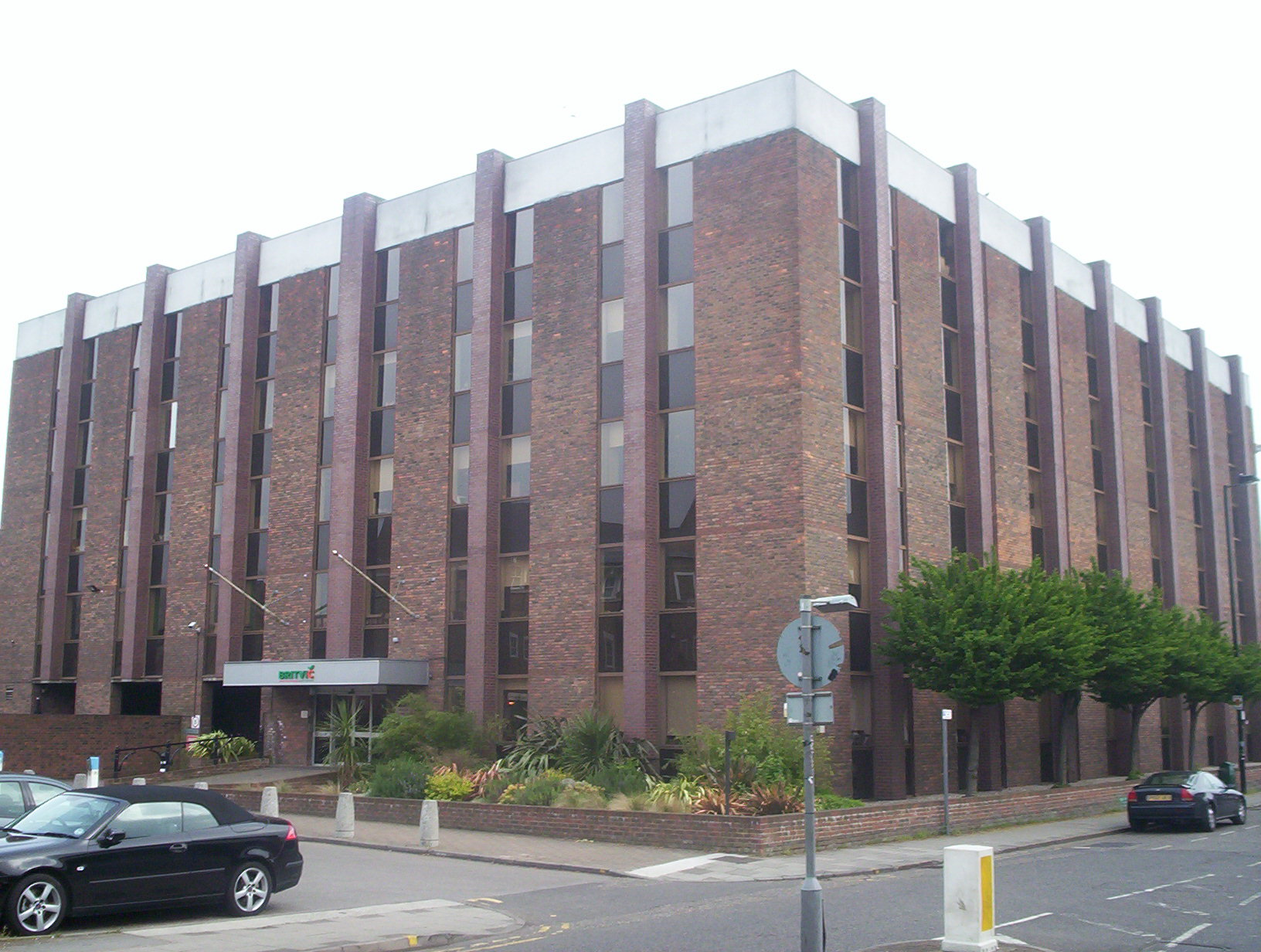
Le Britvic House, ancien siège social de Britvic à Chelmsford

La plupart des opérations de la société sont concentrées au Royaume-Uni et en Irlande et exporte ses produits dans plus de 50 pays. En mars 2012, le siège social a été transféré à Hemel Hempstead.

### Royaume-Uni
En 2007, le fabricant de boissons non alcoolisées Cantrell & Cochrane vend ses marques de boissons gazeuses à Britvic après l'échec de son introduction en bourse.
En 2008, Britvic a lancé Gatorade au Royaume-Uni  après avoir obtenu les droits auprès de PepsiCo. En mai 2010, Britvic a lancé une version spéciale au Royaume-Uni de la boisson populaire, Mountain Dew Energy. Son goût est similaire à celui de son homologue américain, mais sa teneur en caféine et en sucre est plus faible.

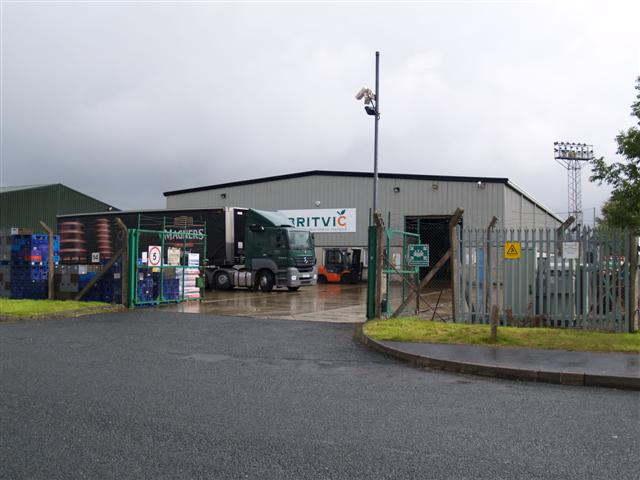
Installation Britvic dans la zone industrielle de Gortrush en Irlande du Nord (2008)

### France
En mai 2010, Britvic rachète l'entreprise de jus de fruit française Fruité Entreprises pour 298 millions de livres sterling. Elle a depuis été renommée Britvic France.

### Brésil
En 2015, Britvic acquit Ebba (Empresa Brasileira de Bebidas e Alimentos SA), située à São Paulo et en 2017 Bela Ischia, située à Rio de Janeiro.

## Marques actuelles
Les marques actuelles possédées par Britvic sont les suivantes: 
Boissons
Robinson, BritviC, MiWadi, Ebba, Dafruta, Maguary
Eau
Aqua Libra, Arto LifeWTR, Ballygowan, Drench
Boissons gazeuses
Tango, Club, Purdey's, Britvic 55, London Essence Company, R. White's Lemonade, TK (Taylor Keith), C&C Lemonade, Energise, Cidona
Autres marques
Bela Ischia, Amé, J2O, Fruité, Moulin de Valdonne, Natural Tea, Pressade, Puro Coco, Teisseire
Marques sous licence de PepsiCo
7 Up, Pepsi, Lipton Ice Tea, Sobe V Water, Mountain Dew Energy, Gatorade, Rockstar Energy